# Ranald Slidell Mackenzie
Pour les articles homonymes, voir Mackenzie.
Ranald Slidell Mackenzie (27 juillet 1840 – 19 janvier 1889), également appelé Bad Hand, est un officier de l'Armée de l'Union durant la guerre de Sécession, puis de l'Armée des États-Unis durant les guerres indiennes. Il est enterré au cimetière de West Point.